# 대경대학교 축구부
대경대학교 축구부(영어: Daekyeung University  Football Club)는 대한민국 경상북도 경산시에 위치한 대학교 축구부이다. 대경대학교에서 운영하는 대학 축구부이며, 2020년에 창단되었다.

## 출신선수
전우주 
서현제

## 참고 문헌
- “KFA 통합경기정보 시스템”. 대한축구협회.
- 약속의 땅 통영 제59회 춘계대학축구연맹전 출전 선수 명단
- http://www.whynews.co.kr/mobile/article.html?no=20565

## 같이 보기
- 대경대학교